# Světový pohár v alpském lyžování 2020/2021
Světový pohár v alpském lyžování 2020/2021 byl 55. ročník série vrcholných závodů v alpském lyžování organizovaný Mezinárodní lyžařskou federací. Premiérová sezóna Světového poháru se konala v roce 1967. Ročník začal během října 2020 tradičně v rakouském Söldenu, který hostil obří slalom jako úvodní závod sezóny poprvé v roce 2000. Vyvrcholení proběhlo ve druhé polovině března 2021 v podobě finále ve švýcarském Lenzerheide. Sezónu postihly změny včetně zrušených závodů v důsledku pandemie covidu-19.  V Severní Americe se kvůli koronavirové infekci podruhé v historii, a poprvé od sezóny 1973/1974, neuskutečnil ani jeden závod.
Ročník byl přerušen únorovým Mistrovstvím světa 2019 v Cortině d'Ampezzo. Celkovými vítězi ročníku se stali Francouz Alexis Pinturault a Slovenka Petra Vlhová, kteří tak poprvé v kariéře získali velké křišťálové glóby.

## Přehled
Francouz Alexis Pinturault si celkové vítězství v sezóně zajistil výhrou v předposledním závodu ročníku – lenzerheideském obřím slalomu, v den kdy oslavil 30. narozeniny. Získal tím rozhodující náskok před švýcarským vyzyvatelem Marcem Odermattem, jenž za ním o 51 bodů skončil druhý i v konečné klasifikaci obřího slalomu. Stal se prvním francouzským držitelem velkého křišťálového glóbu od Luca Alphanda v roce 1997. Navázal také na krajana Jeana-Clauda Killyho, jenž triumfoval v prvních dvou ročnících Světového poháru 1967 a 1968.
Mezi ženami získala prvenství v celkovém hodnocení Petra Vlhová, jakožto první držitel velkého křišťálového glóbu v zimních sportech ze Slovenska. Před dvěma závody v Jasné na počátku března 2021 přitom ještě ztrácela 187 bodů na Laru Gutovou-Behramiovou. Ve slovenském středisku skončila druhá ve slalomu a ovládla obří slalom, čímž snížila deficit na 36 bodů. V polovině března pak opět převzala průběžně vedení, které již neopustila, po triumfu v prvním aarském slalomu.  Premiérově tak v jediném ročníku vyhrála čtyři slalomy. K prvnímu místu jí dopomohlo zrušení sjezdu a super-G na závěrečném finále v Lenzerheide, v nichž byla favoritkou Gutová-Behramiová. Švýcaři neuspěli s protesty, a požadavkem náhradního termínu. Vlhové tak stačilo získat 5 bodů ze dvou posledních závodů sezóny, slalomu a obřího slalomu. Jako jediná lyžařka nastoupila do všech 31 odjetých závodů ročníku.

## Muži

### Kalendář
| 1783.                                                                               | 1.                   | 18. října 2020             | Sölden                                                   | OS 420                                                   | Lucas Braathen | Marco Odermatt | Gino Caviezel | [ 12 ] |
| 1784.                                                                               | 2.                   | 27. listopadu 2020         | Lech/Zürs                                                | PG 007                                                   | Alexis Pinturault | Henrik Kristoffersen | Alexander Schmid | [ 13 ] |
|                                                                                     |                      | 5. prosince 2020           | Val-d'Isère                                              | OS cnx                                                   | nedostatek sněhu; přeloženo do Santa Cateriny                                                                                    | nedostatek sněhu; přeloženo do Santa Cateriny                                                                                    | nedostatek sněhu; přeloženo do Santa Cateriny                                                                                    | nedostatek sněhu; přeloženo do Santa Cateriny                                                                                    |
| 6. prosince 2020                                                                    | OS cnx               |                            | Val-d'Isère                                              |                                                          | nedostatek sněhu; přeloženo do Santa Cateriny                                                                                    | nedostatek sněhu; přeloženo do Santa Cateriny                                                                                    | nedostatek sněhu; přeloženo do Santa Cateriny                                                                                    | nedostatek sněhu; přeloženo do Santa Cateriny                                                                                    |
| 1785.                                                                               | 3.                   | 5. prosince 2020           | Santa Caterina                                           | OS 421                                                   | Filip Zubčić | Žan Kranjec | Marco Odermatt | [ 14 ] |
| 1786.                                                                               | 4.                   | 7. prosince 2020           | Santa Caterina                                           | OS 422                                                   | Marco Odermatt | Tommy Ford | Filip Zubčić | [ 15 ] |
| 1787.                                                                               | 5.                   | 12. prosince 2020          | Val-d'Isère                                              | SG 218                                                   | Mauro Caviezel | Adrian Smiseth Sejersted | Christian Walder | [ 16 ] |
| 1788.                                                                               | 6.                   | 13. prosince 2020          | Val-d'Isère                                              | SJ 497                                                   | Martin Čater | Otmar Striedinger | Urs Kryenbühl | [ 17 ] |
| 1789.                                                                               | 7.                   | 18. prosince 2020          | Val Gardena/Gröden                                       | SG 219                                                   | Aleksander Aamodt Kilde | Mauro Caviezel | Kjetil Jansrud | [ 18 ] |
| 1790.                                                                               | 8.                   | 19. prosince 2020          | Val Gardena/Gröden                                       | SJ 498                                                   | Aleksander Aamodt Kilde | Ryan Cochran-Siegle | Beat Feuz | [ 19 ] |
| 1791.                                                                               | 9.                   | 20. prosince 2020          | Alta Badia                                               | OS 423                                                   | Alexis Pinturault | Atle Lie McGrath | Justin Murisier | [ 20 ] |
| 1792.                                                                               | 10.                  | 21. prosince 2020          | Alta Badia                                               | SL 498                                                   | Ramon Zenhäusern | Manuel Feller | Marco Schwarz | [ 21 ] |
| 1793.                                                                               | 11.                  | 22. prosince 2020          | Madonna di Campiglio                                     | SL 499                                                   | Henrik Kristoffersen | Sebastian Foss-Solevåg | Alex Vinatzer | [ 22 ] |
| 1794.                                                                               | 12.                  | 29. prosince 2020          | Bormio                                                   | SG 220                                                   | Ryan Cochran-Siegle | Vincent Kriechmayr | Adrian Smiseth Sejersted | [ 23 ] |
| 1795.                                                                               | 13.                  | 30. prosince 2020          | Bormio                                                   | SJ 499                                                   | Matthias Mayer | Vincent Kriechmayr | Urs Kryenbühl | [ 24 ] |
| 1796.                                                                               | 14.                  | 6. ledna 2021              | Záhřeb                                                   | SL 500                                                   | Linus Straßer | Manuel Feller | Marco Schwarz | [ 25 ] |
| 1797.                                                                               | 15.                  | 8. ledna 2021              | Adelboden                                                | OS 424                                                   | Alexis Pinturault | Filip Zubčić | Marco Odermatt | [ 26 ] |
| 1798.                                                                               | 16.                  | 9. ledna 2021              | Adelboden                                                | OS 425                                                   | Alexis Pinturault | Filip Zubčić | Loïc Meillard | [ 27 ] |
| 1799.                                                                               | 17.                  | 10. ledna 2021             | Adelboden                                                | SL 501                                                   | Marco Schwarz | Linus Straßer | Dave Ryding | [ 28 ] |
|                                                                                     |                      | 15. ledna 2021             | Wengen                                                   | SJ cnx                                                   | zrušeno pro koronavirovou pandemii; první sjezd a slalom přeloženy do Kitzbühelu, druhý sjezd přeložen do Saalbachu-Hinterglemmu | zrušeno pro koronavirovou pandemii; první sjezd a slalom přeloženy do Kitzbühelu, druhý sjezd přeložen do Saalbachu-Hinterglemmu | zrušeno pro koronavirovou pandemii; první sjezd a slalom přeloženy do Kitzbühelu, druhý sjezd přeložen do Saalbachu-Hinterglemmu | zrušeno pro koronavirovou pandemii; první sjezd a slalom přeloženy do Kitzbühelu, druhý sjezd přeložen do Saalbachu-Hinterglemmu |
| 16. ledna 2021                                                                      | SJ cnx               |                            | Wengen                                                   |                                                          | zrušeno pro koronavirovou pandemii; první sjezd a slalom přeloženy do Kitzbühelu, druhý sjezd přeložen do Saalbachu-Hinterglemmu | zrušeno pro koronavirovou pandemii; první sjezd a slalom přeloženy do Kitzbühelu, druhý sjezd přeložen do Saalbachu-Hinterglemmu | zrušeno pro koronavirovou pandemii; první sjezd a slalom přeloženy do Kitzbühelu, druhý sjezd přeložen do Saalbachu-Hinterglemmu | zrušeno pro koronavirovou pandemii; první sjezd a slalom přeloženy do Kitzbühelu, druhý sjezd přeložen do Saalbachu-Hinterglemmu |
| 17. ledna 2021                                                                      | SL cnx               |                            | Wengen                                                   |                                                          | zrušeno pro koronavirovou pandemii; první sjezd a slalom přeloženy do Kitzbühelu, druhý sjezd přeložen do Saalbachu-Hinterglemmu | zrušeno pro koronavirovou pandemii; první sjezd a slalom přeloženy do Kitzbühelu, druhý sjezd přeložen do Saalbachu-Hinterglemmu | zrušeno pro koronavirovou pandemii; první sjezd a slalom přeloženy do Kitzbühelu, druhý sjezd přeložen do Saalbachu-Hinterglemmu | zrušeno pro koronavirovou pandemii; první sjezd a slalom přeloženy do Kitzbühelu, druhý sjezd přeložen do Saalbachu-Hinterglemmu |
| 16. ledna 2021                                                                      | Kitzbühel            | SL cnx                     | zrušeno pro koronavirovou pandemii; přeloženo do Flachau | zrušeno pro koronavirovou pandemii; přeloženo do Flachau | zrušeno pro koronavirovou pandemii; přeloženo do Flachau                                                                         | zrušeno pro koronavirovou pandemii; přeloženo do Flachau                                                                         | | |
| 17. ledna 2021                                                                      | Kitzbühel            | SL cnx                     | zrušeno pro koronavirovou pandemii; přeloženo do Flachau | zrušeno pro koronavirovou pandemii; přeloženo do Flachau | zrušeno pro koronavirovou pandemii; přeloženo do Flachau                                                                         | zrušeno pro koronavirovou pandemii; přeloženo do Flachau                                                                         | | |
| 1800.                                                                               | 18.                  | 16. ledna 2021             | Flachau                                                  | SL 502                                                   | Manuel Feller | Clément Noël | Marco Schwarz | [ 29 ] |
| 1801.                                                                               | 19.                  | 17. ledna 2021             | Flachau                                                  | SL 503                                                   | Sebastian Foss-Solevåg | Marco Schwarz | Alexis Pinturault | [ 30 ] |
| 1802.                                                                               | 20.                  | 22. ledna 2021             | Kitzbühel                                                | SJ 500                                                   | Beat Feuz | Matthias Mayer | Dominik Paris | [ 31 ] |
| 1803.                                                                               | 21.                  | 24. ledna 2021             | Kitzbühel                                                | SJ 501                                                   | Beat Feuz | Johan Clarey | Matthias Mayer | [ 32 ] |
| 1804.                                                                               | 22.                  | 25. ledna 2021             | Kitzbühel                                                | SG 221                                                   | Vincent Kriechmayr | Marco Odermatt | Matthias Mayer | [ 33 ] |
| 1805.                                                                               | 23.                  | 26. ledna 2021             | Schladming                                               | SL 504                                                   | Marco Schwarz | Clément Noël | Alexis Pinturault | [ 34 ] |
| 1806.                                                                               | 24.                  | 30. ledna 2021             | Chamonix                                                 | SL 505                                                   | Clément Noël | Ramon Zenhäusern | Marco Schwarz | [ 35 ] |
| 1807.                                                                               | 25.                  | 31. ledna 2021             | Chamonix                                                 | SL 506                                                   | Henrik Kristoffersen | Ramon Zenhäusern | Sandro Simonet | [ 36 ] |
| 1808.                                                                               | 26.                  | 5. února 2021              | Garmisch-Partenkirchen                                   | SJ 502                                                   | Dominik Paris | Beat Feuz | Matthias Mayer | [ 37 ] |
| 1809.                                                                               | 27.                  | 6. února 2021              | Garmisch-Partenkirchen                                   | SG 222                                                   | Vincent Kriechmayr | Matthias Mayer | Marco Odermatt | [ 38 ] |
|                                                                                     |                      | 8.–21. února 2021          | Cortina d'Ampezzo                                        | Mistrovství světa                                        | Mistrovství světa | Mistrovství světa | Mistrovství světa | Mistrovství světa |
| 1810.                                                                               | 28.                  | 27. února 2021             | Bansko                                                   | OS 426                                                   | Filip Zubčić | Mathieu Faivre | Stefan Brennsteiner | [ 39 ] |
| 1811.                                                                               | 29.                  | 28. února 2021             | Bansko                                                   | OS 427                                                   | Mathieu Faivre | Marco Odermatt | Alexis Pinturault | [ 40 ] |
|                                                                                     |                      | 6. března 2021             | Kvitfjell                                                | SJ cnx                                                   | zrušeno pro koronavirovou pandemii; přeloženo do Saalbachu-Hinterglemmu                                                          | zrušeno pro koronavirovou pandemii; přeloženo do Saalbachu-Hinterglemmu                                                          | zrušeno pro koronavirovou pandemii; přeloženo do Saalbachu-Hinterglemmu                                                          | zrušeno pro koronavirovou pandemii; přeloženo do Saalbachu-Hinterglemmu                                                          |
| 7. března 2021                                                                      | SG cnx               |                            | Kvitfjell                                                |                                                          | zrušeno pro koronavirovou pandemii; přeloženo do Saalbachu-Hinterglemmu                                                          | zrušeno pro koronavirovou pandemii; přeloženo do Saalbachu-Hinterglemmu                                                          | zrušeno pro koronavirovou pandemii; přeloženo do Saalbachu-Hinterglemmu                                                          | zrušeno pro koronavirovou pandemii; přeloženo do Saalbachu-Hinterglemmu                                                          |
| <5. března 2021                                                                     | Saalbach-Hinterglemm | SJ cnx                     | zrušeno pro mlhu po odjetí devíti závodníků              | zrušeno pro mlhu po odjetí devíti závodníků              | zrušeno pro mlhu po odjetí devíti závodníků                                                                                      | zrušeno pro mlhu po odjetí devíti závodníků                                                                                      | | |
| 1812.                                                                               | Saalbach-Hinterglemm | 30.                        | 6. března 2021                                           | SJ 503                                                   | Vincent Kriechmayr | Beat Feuz | Matthias Mayer | [ 41 ] |
| 1813.                                                                               | Saalbach-Hinterglemm | 31.                        | 7. března 2021                                           | SG 223                                                   | Marco Odermatt | Matthieu Bailet | Vincent Kriechmayr | [ 42 ] |
| 1814.                                                                               | 32.                  | 13. března 2021            | Kranjska Gora                                            | OS 428                                                   | Marco Odermatt | Loïc Meillard | Stefan Brennsteiner | [ 43 ] |
| 1815.                                                                               | 33.                  | 14. března 2021            | Kranjska Gora                                            | SL 507                                                   | Clément Noël | Victor Muffat-Jeandet | Ramon Zenhäusern | [ 44 ] |
| Finále Světového poháru                                                             |                      |                            |                                                          |                                                          | | | | |
|                                                                                     |                      | 17. března 2021            | Lenzerheide                                              | SJ cnx                                                   | zrušeno pro husté sněžení | zrušeno pro husté sněžení | zrušeno pro husté sněžení | zrušeno pro husté sněžení |
| 18. března 2021                                                                     | SG cnx               | zrušeno pro mlhu a sněžení | zrušeno pro mlhu a sněžení                               | zrušeno pro mlhu a sněžení                               | zrušeno pro mlhu a sněžení | | | |
| 1816.                                                                               | 34.                  | 20. března 2021            | Lenzerheide                                              | OS 429                                                   | Alexis Pinturault | Filip Zubčić | Mathieu Faivre | [ 45 ] |
| 1817.                                                                               | 35.                  | 21. března 2021            | Lenzerheide                                              | SL 508                                                   | Manuel Feller | Clément Noël | Alexis Pinturault | [ 46 ] |
| Legenda                                                                             |                      |                            |                                                          |                                                          | | | | |
| SJ – sjezd, SL – slalom, OS – obří slalom, SG – Super-G, PG – paralelní obří slalom |                      |                            |                                                          |                                                          | | | | |

### Konečné pořadí
| Poř. | po 35 závodech    | body |
| ---- | ----------------- | ---- |
| 1.   | Alexis Pinturault | 1260 |
| 2.   | Marco Odermatt    | 1093 |
| 3.   | Marco Schwarz     | 814  |
| 4.   | Loïc Meillard     | 805  |
| 5.   | Filip Zubčić      | 764  |

| Poř. | po 7 závodech      | body |
| ---- | ------------------ | ---- |
| 1.   | Beat Feuz          | 486  |
| 2.   | Matthias Mayer     | 418  |
| 3.   | Dominik Paris      | 338  |
| 4.   | Johan Clarey       | 272  |
| 5.   | Vincent Kriechmayr | 267  |

| Poř. | po 6 závodech           | body |
| ---- | ----------------------- | ---- |
| 1.   | Vincent Kriechmayr      | 401  |
| 2.   | Marco Odermatt          | 318  |
| 3.   | Matthias Mayer          | 276  |
| 4.   | Mauro Caviezel          | 225  |
| 5.   | Aleksander Aamodt Kilde | 172  |

| Poř. | po 10 závodech    | body |
| ---- | ----------------- | ---- |
| 1.   | Alexis Pinturault | 700  |
| 2.   | Marco Odermatt    | 649  |
| 3.   | Filip Zubčić      | 606  |
| 4.   | Loïc Meillard     | 393  |
| 5.   | Mathieu Faivre    | 378  |

| Poř. | po 11 závodech         | body |
| ---- | ---------------------- | ---- |
| 1.   | Marco Schwarz          | 665  |
| 2.   | Clément Noël           | 553  |
| 3.   | Ramon Zenhäusern       | 503  |
| 4.   | Manuel Feller          | 488  |
| 5.   | Sebastian Foss-Solevåg | 431  |

| Poř. | po 1 závodu          | body |
| ---- | -------------------- | ---- |
| 1.   | Alexis Pinturault    | 100  |
| 2.   | Henrik Kristoffersen | 80   |
| 3.   | Alexander Schmid     | 60   |
| 4.   | Adrian Pertl         | 50   |
| 5.   | Semyel Bissig        | 45   |

## Ženy

### Kalendář
| 1667.                                                                               | 1.     | 17. října 2020             | Sölden                     | OS 419                     | Marta Bassinová                                                                    | Federica Brignoneová                                                               | Petra Vlhová                                                                       | [ 53 ]                                                                             |
| 1668.                                                                               | 2.     | 21. listopadu 2020         | Levi                       | SL 470                     | Petra Vlhová                                                                       | Mikaela Shiffrinová                                                                | Katharina Liensbergerová                                                           | [ 54 ]                                                                             |
| 1669.                                                                               | 3.     | 22. listopadu 2020         | Levi                       | SL 471                     | Petra Vlhová                                                                       | Michelle Gisinová                                                                  | Katharina Liensbergerová                                                           | [ 55 ]                                                                             |
| 1670.                                                                               | 4.     | 26. listopadu 2020         | Lech/Zürs                  | PG 002                     | Petra Vlhová                                                                       | Paula Moltzanová                                                                   | Lara Gutová-Behramiová                                                             | [ 56 ]                                                                             |
|                                                                                     |        | 5. prosince 2020           | Svatý Mořic                | SG cnx                     | husté sněžení a vítr; první závod přesunut do Crans Montany, druhý do Val di Fassa | husté sněžení a vítr; první závod přesunut do Crans Montany, druhý do Val di Fassa | husté sněžení a vítr; první závod přesunut do Crans Montany, druhý do Val di Fassa | husté sněžení a vítr; první závod přesunut do Crans Montany, druhý do Val di Fassa |
| 6. prosince 2020                                                                    | SG cnx |                            | Svatý Mořic                |                            | husté sněžení a vítr; první závod přesunut do Crans Montany, druhý do Val di Fassa | husté sněžení a vítr; první závod přesunut do Crans Montany, druhý do Val di Fassa | husté sněžení a vítr; první závod přesunut do Crans Montany, druhý do Val di Fassa | husté sněžení a vítr; první závod přesunut do Crans Montany, druhý do Val di Fassa |
| 1671.                                                                               | 5.     | 12. prosince 2020          | Courchevel                 | OS 420                     | Marta Bassinová                                                                    | Sara Hectorová                                                                     | Petra Vlhová                                                                       | [ 57 ]                                                                             |
| 1672.                                                                               | 6.     | 14. prosince 2020          | Courchevel                 | OS 421                     | Mikaela Shiffrinová                                                                | Federica Brignoneová                                                               | Tessa Worleyová                                                                    | [ 58 ]                                                                             |
| 1673.                                                                               | 7.     | 18. prosince 2020          | Val-d'Isère                | SJ 418                     | Corinne Suterová                                                                   | Sofia Goggiová                                                                     | Breezy Johnsonová                                                                  | [ 59 ]                                                                             |
| 1674.                                                                               | 8.     | 19. prosince 2020          | Val-d'Isère                | SJ 419                     | Sofia Goggiová                                                                     | Corinne Suterová                                                                   | Breezy Johnsonová                                                                  | [ 60 ]                                                                             |
| 1675.                                                                               | 9.     | 20. prosince 2020          | Val-d'Isère                | SG 239                     | Ester Ledecká                                                                      | Corinne Suterová                                                                   | Federica Brignoneová                                                               | [ 61 ]                                                                             |
|                                                                                     |        | 28. prosince 2020          | Semmering                  | OS cnx                     | druhé kolo a celý závod zrušeny; silný vítr                                        | druhé kolo a celý závod zrušeny; silný vítr                                        | druhé kolo a celý závod zrušeny; silný vítr                                        | druhé kolo a celý závod zrušeny; silný vítr                                        |
| 1676.                                                                               | 10.    | 29. prosince 2020          | Semmering                  | SL 472                     | Michelle Gisinová                                                                  | Katharina Liensbergerová                                                           | Mikaela Shiffrinová                                                                | [ 62 ]                                                                             |
| 1677.                                                                               | 11.    | 3. ledna 2021              | Záhřeb                     | SL 473                     | Petra Vlhová                                                                       | Katharina Liensbergerová                                                           | Michelle Gisinová                                                                  | [ 63 ]                                                                             |
| 1678.                                                                               | 12.    | 9. ledna 2021              | St. Anton                  | SJ 420                     | Sofia Goggiová                                                                     | Tamara Tipplerová                                                                  | Breezy Johnsonová                                                                  | [ 64 ]                                                                             |
| 1679.                                                                               | 13.    | 10. ledna 2021             | St. Anton                  | SG 240                     | Lara Gutová-Behramiová                                                             | Marta Bassinová                                                                    | Corinne Suterová                                                                   | [ 65 ]                                                                             |
| 1680.                                                                               | 14.    | 12. ledna 2021             | Flachau                    | SL 474                     | Mikaela Shiffrinová                                                                | Katharina Liensbergerová                                                           | Wendy Holdenerová                                                                  | [ 66 ]                                                                             |
| 1681.                                                                               | 15.    | 16. ledna 2021             | Kranjska Gora              | OS 422                     | Marta Bassinová                                                                    | Tessa Worleyová                                                                    | Michelle Gisinová                                                                  | [ 67 ]                                                                             |
| 1682.                                                                               | 16.    | 17. ledna 2021             | Kranjska Gora              | OS 423                     | Marta Bassinová                                                                    | Michelle Gisinová                                                                  | Meta Hrovatová                                                                     | [ 68 ]                                                                             |
| 1683.                                                                               | 17.    | 22. ledna 2021             | Crans-Montana              | SJ 421                     | Sofia Goggiová                                                                     | Ester Ledecká                                                                      | Breezy Johnsonová                                                                  | [ 69 ]                                                                             |
| 1684.                                                                               | 18.    | 23. ledna 2021             | Crans-Montana              | SJ 422                     | Sofia Goggiová                                                                     | Lara Gutová-Behramiová                                                             | Elena Curtoniová                                                                   | [ 70 ]                                                                             |
| 1685.                                                                               | 19.    | 24. ledna 2021             | Crans-Montana              | SG 241                     | Lara Gutová-Behramiová                                                             | Tamara Tipplerová                                                                  | Federica Brignoneová                                                               | [ 71 ]                                                                             |
| 1686.                                                                               | 20.    | 26. ledna 2021             | Kronplatz                  | OS 424                     | Tessa Worleyová                                                                    | Lara Gutová-Behramiová                                                             | Marta Bassinová                                                                    | [ 72 ]                                                                             |
| 1687.                                                                               | 21.    | 30. ledna 2021             | Garmisch-Partenkirchen     | SG 242                     | Lara Gutová-Behramiová                                                             | Kajsa Vickhoff Lieová                                                              | Marie-Michèle Gagnonová                                                            | [ 73 ]                                                                             |
| 1688.                                                                               | 22.    | 1. února 2021              | Garmisch-Partenkirchen     | SG 243                     | Lara Gutová-Behramiová                                                             | Petra Vlhová                                                                       | Tamara Tipplerová                                                                  | [ 74 ]                                                                             |
|                                                                                     |        | 8.–21. února 2021          | Cortina d'Ampezzo          | Mistrovství světa          | Mistrovství světa                                                                  | Mistrovství světa                                                                  | Mistrovství světa                                                                  | Mistrovství světa                                                                  |
| 1689.                                                                               | 23.    | 26. února 2021             | Val di Fassa               | SJ 423                     | Lara Gutová-Behramiová                                                             | Ramona Siebenhoferová                                                              | Corinne Suterová                                                                   | [ 75 ]                                                                             |
| 1690.                                                                               | 24.    | 27. února 2021             | Val di Fassa               | SJ 424                     | Lara Gutová-Behramiová                                                             | Corinne Suterová                                                                   | Kira Weidleová                                                                     | [ 76 ]                                                                             |
| 1691.                                                                               | 25.    | 28. února 2021             | Val di Fassa               | SG 244                     | Federica Brignoneová                                                               | Lara Gutová-Behramiová                                                             | Corinne Suterová                                                                   | [ 77 ]                                                                             |
| 1692.                                                                               | 26.    | 6. března 2021             | Jasná                      | SL 475                     | Mikaela Shiffrinová                                                                | Petra Vlhová                                                                       | Wendy Holdenerová                                                                  | [ 78 ]                                                                             |
| 1693.                                                                               | 27.    | 7. března 2021             | Jasná                      | OS 425                     | Petra Vlhová                                                                       | Alice Robinsonová                                                                  | Mikaela Shiffrinová                                                                | [ 79 ]                                                                             |
| 1694.                                                                               | 28.    | 12. března 2021            | Åre                        | SL 476                     | Petra Vlhová                                                                       | Katharina Liensbergerová                                                           | Mikaela Shiffrinová                                                                | [ 80 ]                                                                             |
| 1695.                                                                               | 29.    | 13. března 2021            | Åre                        | SL 477                     | Katharina Liensbergerová                                                           | Mikaela Shiffrinová                                                                | Wendy Holdenerová                                                                  | [ 81 ]                                                                             |
| Finále Světového poháru                                                             |        |                            |                            |                            |                                                                                    |                                                                                    |                                                                                    |                                                                                    |
|                                                                                     |        | 17. března 2021            | Lenzerheide                | SJ cnx                     | zrušeno pro husté sněžení                                                          | zrušeno pro husté sněžení                                                          | zrušeno pro husté sněžení                                                          | zrušeno pro husté sněžení                                                          |
| 18. března 2021                                                                     | SG cnx | zrušeno pro mlhu a sněžení | zrušeno pro mlhu a sněžení | zrušeno pro mlhu a sněžení | zrušeno pro mlhu a sněžení                                                         |                                                                                    |                                                                                    |                                                                                    |
| 1696.                                                                               | 30.    | 20. března 2021            | Lenzerheide                | SL 478                     | Katharina Liensbergerová                                                           | Mikaela Shiffrinová                                                                | Michelle Gisinová                                                                  | [ 82 ]                                                                             |
| 1697.                                                                               | 31.    | 21. března 2021            | Lenzerheide                | OS 426                     | Alice Robinsonová                                                                  | Mikaela Shiffrinová                                                                | Meta Hrovatová                                                                     | [ 83 ]                                                                             |
| Legenda                                                                             |        |                            |                            |                            |                                                                                    |                                                                                    |                                                                                    |                                                                                    |
| SJ – sjezd, SL – slalom, OS – obří slalom, SG – Super-G, PG – paralelní obří slalom |        |                            |                            |                            |                                                                                    |                                                                                    |                                                                                    |                                                                                    |

### Konečné pořadí
| Poř. | po 31 závodech           | body |
| ---- | ------------------------ | ---- |
| 1.   | Petra Vlhová             | 1416 |
| 2.   | Lara Gutová-Behramiová   | 1256 |
| 3.   | Michelle Gisinová        | 1130 |
| 4.   | Mikaela Shiffrinová      | 1075 |
| 5.   | Katharina Liensbergerová | 903  |

| Poř. | po 7 závodech          | body |
| ---- | ---------------------- | ---- |
| 1.   | Sofia Goggiová         | 480  |
| 2.   | Corinne Suterová       | 410  |
| 3.   | Lara Gutová-Behramiová | 383  |
| 4.   | Breezy Johnsonová      | 330  |
| 5.   | Kira Weidleová         | 265  |

| Poř. | po 6 závodech          | body |
| ---- | ---------------------- | ---- |
| 1.   | Lara Gutová-Behramiová | 525  |
| 2.   | Federica Brignoneová   | 323  |
| 3.   | Corinne Suterová       | 310  |
| 4.   | Tamara Tipplerová      | 272  |
| 5.   | Ester Ledecká          | 236  |

| Poř. | po 8 závodech        | body |
| ---- | -------------------- | ---- |
| 1.   | Marta Bassinová      | 546  |
| 2.   | Mikaela Shiffrinová  | 420  |
| 3.   | Tessa Worleyová      | 391  |
| 4.   | Michelle Gisinová    | 389  |
| 5.   | Federica Brignoneová | 372  |

| Poř. | po 9 závodech            | body |
| ---- | ------------------------ | ---- |
| 1.   | Katharina Liensbergerová | 690  |
| 2.   | Mikaela Shiffrinová      | 655  |
| 3.   | Petra Vlhová             | 652  |
| 4.   | Michelle Gisinová        | 491  |
| 5.   | Wendy Holdenerová        | 415  |

| Poř. | po 1 závodu            | body |
| ---- | ---------------------- | ---- |
| 1.   | Petra Vlhová           | 100  |
| 2.   | Paula Moltzanová       | 80   |
| 3.   | Lara Gutová-Behramiová | 60   |
| 4.   | Sara Hectorová         | 50   |
| 5.   | Marta Bassinová        | 45   |

## Týmová soutěž

### Kalendář
|                                           |    | 8.–21. února 2021 | Cortina d'Ampezzo | Mistrovství světa | Mistrovství světa                                                                                          | Mistrovství světa                                                   | Mistrovství světa | Mistrovství světa |
| Finále Světového poháru                   |    |                   |                   |                   | |                                                                     | |                   |
| 15.                                       | 1. | 19. března 2021   | Lenzerheide       | PG 012            | NorskoSebastian Foss-Solevåg Kristin Lysdahlová Leif Kristian Nestvold-Haugen Kristina Riis-Johannessenová | NěmeckoLena Dürrová Andrea Filserová Alexander Schmid Linus Straßer | RakouskoFranziska Gritschová Fabio Gstrein Christian HirschbühlN Katharina Huberová Adrian Pertl Ramona SiebenhoferováN | [ 90 ]            |
| Legenda                                   |    |                   |                   |                   | |                                                                     | |                   |
| PG – paralelní obří slalom, N – náhradník |    |                   |                   |                   | |                                                                     | |                   |

## Pohár národů
| Poř. | po 67 závodech | body  |
| ---- | -------------- | ----- |
| 1.   | Švýcarsko      | 10087 |
| 2.   | Rakousko       | 9211  |
| 3.   | Itálie         | 5735  |
| 4.   | Francie        | 4991  |
| 5.   | Norsko         | 4591  |

| Poř. | po 36 závodech | body |
| ---- | -------------- | ---- |
| 1.   | Švýcarsko      | 5329 |
| 2.   | Rakousko       | 5258 |
| 3.   | Francie        | 4141 |
| 4.   | Norsko         | 3068 |
| 5.   | Itálie         | 1936 |

| Poř. | po 32 závodech | body |
| ---- | -------------- | ---- |
| 1.   | Švýcarsko      | 4758 |
| 2.   | Rakousko       | 3953 |
| 3.   | Itálie         | 3799 |
| 4.   | USA            | 2154 |
| 5.   | Norsko         | 1523 |

## Nejvyšší výdělky
| Poř. | lyžař              | výdělek     |
| ---- | ------------------ | ----------- |
| 1.   | Alexis Pinturault  | 379 064 CHF |
| 2.   | Vincent Kriechmayr | 335 090 CHF |
| 3.   | Marco Odermatt     | 285 920 CHF |
| 4.   | Marco Schwarz      | 263 780 CHF |
| 5.   | Beat Feuz          | 226 440 CHF |

| Poř. | lyžařka                  | výdělek     |
| ---- | ------------------------ | ----------- |
| 1.   | Lara Gutová-Behramiová   | 485 091 CHF |
| 2.   | Petra Vlhová             | 444 501 CHF |
| 3.   | Mikaela Shiffrinová      | 410 978 CHF |
| 4.   | Katharina Liensbergerová | 333 129 CHF |
| 5.   | Marta Bassinová          | 288 606 CHF |

## Statistiky

### První vítězství v kariéře
| - Lucas Braathen (20 let), ve své třetí sezóně – obří slalom v Söldenu - Martin Čater (27 let), ve své deváté sezóně – sjezd ve Val-d'Isère - Mauro Caviezel (32 let), ve své dvanácté sezóně – Super-G ve Val-d'Isère - Ryan Cochran-Siegle (28 let), ve své deváté sezóně – Super-G v Bormiu - Manuel Feller (28 let), ve své deváté sezóně – slalom ve Flachau - Sebastian Foss-Solevåg (29 let), ve své deváté sezóně – slalom ve Flachau | - Michelle Gisinová (27 let), ve své deváté sezóně – slalom v Semmeringu - Katharina Liensbergerová (23 let), ve své šesté sezóně – slalom v Åre |

### První stupně vítězů vkariéře
| - Lucas Braathen (20 let), ve své třetí sezóně – 1. místo, obří slalom v Söldenu - Martin Čater (27 let), ve své deváté sezóně – 1. místo, sjezd ve Val-d'Isère - Matthieu Bailet (24 let), ve své šesté sezóně – 2. místo, Super-G v Saalbachu - Ryan Cochran-Siegle (28 let), ve své deváté sezóně – 2. místo, sjezd ve Val Gardeně - Atle Lie McGrath (20 let), ve své třetí sezóně – 2. místo, obří slalom v Alta Badia - Adrian Smiseth Sejersted (26 let), ve své sedmé sezóně – 2. místo, Super-G ve Val-d'Isère - Gino Caviezel (28 let), ve své desáté sezóně – 3. místo, obří slalom v Söldenu - Justin Murisier (28 let), ve své deváté sezóně – 3. místo, obří slalom v Alta Badia - Sandro Simonet (25 let), ve své páté sezóně – 3. místo, slalom v Chamonix - Christian Walder (29 let), ve své páté sezóně – 3. místo, Super-G ve Val-d'Isère - Stefan Brennsteiner (29 let), ve své deváté sezóně – 3. místo, obří slalom v Bansku | - Paula Moltzanová (26 let), ve své osmé sezóně – 2. místo, paralelní obří slalom v Lechu/Zürsu - Kajsa Vickhoffová Lieová (22 let), ve své páté sezóně – 2. místo, Super-G v Garmisch-Partenkirchenu - Breezy Johnsonová (24 let), ve své páté sezóně – 3. místo, sjezd ve Val-d'Isère |

### Počet vítězství v sezóně (kariéře)
| - Alexis Pinturault – 5 (34) - Vincent Kriechmayr – 3 (9) - Marco Odermatt – 3 (4) - Henrik Kristoffersen – 2 (23) - Beat Feuz – 2 (15) - Clément Noël – 2 (8) - Aleksander Aamodt Kilde – 2 (6) - Marco Schwarz – 2 (4) - Filip Zubčić – 2 (3) - Manuel Feller – 2 (2) - Dominik Paris – 1 (19) - Matthias Mayer – 1 (10) - Ramon Zenhäusern – 1 (4) - Linus Straßer – 1 (2) - Mathieu Faivre – 1 (2) - Lucas Braathen – 1 (1) - Mauro Caviezel – 1 (1) - Martin Čater – 1 (1) - Ryan Cochran-Siegle – 1 (1) - Sebastian Foss-Solevåg – 1 (1) | - Lara Gutová-Behramiová – 6 (32) - Petra Vlhová – 6 (20) - Sofia Goggiová – 4 (11) - Marta Bassinoová – 4 (5) - Mikaela Shiffrinová – 3 (69) - Katharina Liensbergerová – 2 (2) - Federica Brignoneová – 1 (16) - Tessa Worleyová – 1 (14) - Corinne Suterová – 1 (3) - Alice Robinsonová – 1 (3) - Ester Ledecká – 1 (2) - Michelle Gisinová – 1 (1) |

## Ukončení kariéry
Následující lyžaři ukončili kariéru ve Světovém poháru:
| - Fabian Bacher - Rémy Falgoux - Valentin Giraud-Moine - Marc Gisin - Jean-Baptiste Grange - Victor Guillot - Ted Ligety - Julien Lizeroux - Bastian Meisen - Jonathan Nordbotten - Frederik Norys - Hannes Reichelt - Maxime Rizzo - Giordano Ronci | - Eva-Maria Bremová - Irene Curtoniová - Joséphine Forniová - Mireia Gutiérrezová - Lin Ivarssonová - Rahel Koppová - Alice McKennisová Duranová - Jennifer Piotová - Laurenne Rossová - Bernadette Schildová - Resi Stieglerová - Marina Wallnerová - Michaela Wenigová - Emelie Wikströmová |